# Juan Justo Amaro Corrado
Juan Justo Amaro Corrado   (Florida, 14 de setembre de 1930 - Florida, 20 de maig de 2020) fou un periodista i polític uruguaià. Fou senador de la República pel Partit Colorado.
Casat i pare de tres fills, Amaro comença la seva tasca en AFE el 1945 (amb només quinze anys) i l'acaba el 1962. El 1963 és elegit membre del Consell Departamental de Florida, sent aquest el seu primer càrrec polític. El 1965 és designat director d'UTE pel Poder Executiu, càrrec que exerciria durant dos anys fins a finalitzar-lo el 1967, ja que aquell any és designat (novament pel Poder Executiu) com a director d'ANCAP. Exerceix aquest càrrec durant tres anys i renuncia per postular-se com a candidat a diputat pel departament de Florida. En els comicis d'aquell any finalment és elegit diputat i assumeix com a tal l'1 de març de 1971. El 27 de juny de 1973 va haver d'abandonar el Palau Legislatiu a causa del Cop d'Estat que el llavors president Juan María Bordaberry havia donat en el moment de dissolució de les cambres de representants i de senadors.
Instaurada novament la democràcia, és reelegit diputat pel seu departament; el seu període s'estendria de 1984 a 1989. Durant aquell període va integrar la delegació uruguaiana al Paraguai, convidat pels partits d'oposició del General Stroessner. El 1989 torna a ser reelegit com a diputat i acabat el seu període, el 1994 es postula com a candidat a Intendent Municipal de Florida pel Partit Colorado i guanya, assumint el 15 de febrer de 1995.
El 1996 va ser distingit amb l'Ordre Bernardo O'Higgins de Xile en el grau de Comendador.
El 2000 renuncia a la intendència per postular-se a la reelecció com Intendent, la que no obté. Un any després assumeix com a President de OSE. Exerceix el càrrec fins al 2003 quan novament renuncia per a les eleccions del 2004 on es postula com a senador i guanya. El 15 de febrer del 2005 assumeix com a senador del Partit Colorado.
El 2007, el fiscal Eduardo Fernández Dovat demana la submissió a procés del senador Amaro per un delicte continuat de frau i quatre delictes d'abusos de funcions, presumptivament comesos durant la seva gestió a OSE, el que va motivar una comanda de desafur davant del Senat. El Senat es va pronunciar per 16 vots en 29 a favor d'habilitar el desafur del legislador, però la votació va ser negativa, ja que es requerien 2/3 dels vots dels components (21 voluntats).